# Directorio de Ufá
El Directorio de Ufá fue un gobierno contrarrevolucionario formado en la ciudad homónima el 23 de septiembre de 1918, en momentos que el Ejército Rojo avanzaba por el Volga. Era una mezcla de miembros del Miembros de la Asamblea Constituyente (Komuch, que se había considerado el gobierno legítimo de la República Rusa) y el Gobierno Provisional Siberiano. Su desaparición fue desacelerada por el traslado de muchos de sus miembros a Omsk. Esto no fue aceptado por los eseristas, que temían quedar en manos de los militares más tradicionalistas, que comandaban en Omsk un Ejército Siberiano de 40.000 hombres. Finalmente, los kadetes, cosacos y militares blancos dieron un golpe de Estado el 18 de noviembre.